# L'angelo del male (film 1938)
L'angelo del male (La Bête humaine) è un film del 1938 diretto da Jean Renoir.
Il soggetto è tratto da La bestia umana, romanzo di Émile Zola, diciassettesimo dei venti che formano il ciclo dei Rougon-Macquart, pubblicato in feuilleton nel 1889-90. Lo stesso soggetto è alla base de La bestia umana (Human Desire) di Fritz Lang del 1954.

## Trama
(Emile Zola, La bestia umana, Fabbri, Milano 1976, traduz. Francesco Francavilla, pp. 63-65)
Jacques Lantier è un macchinista ferroviario, vittima di pulsioni omicide che lo costringono a una vita molto solitaria. Si trova bene solo in compagnia del fuochista Pecqueux sulla sua "Lison", la locomotiva a vapore che conduce sulla linea Parigi-Le Havre.
Il caso vuole che si trovi nei pressi del luogo di un delitto, dove incontra Roubaud, il vicecapo della stazione di Le Havre, e la sua giovane e bella moglie, Séverine. Interrogato, subendo il fascino della donna, nega di aver visto i due, discolpandoli totalmente al punto che le accuse cadono poi su un altro uomo con precedenti.
Lantier s'innamora perdutamente di Séverine, che ormai vive un rapporto di conflittualità col marito. Questi infatti aveva scoperto che la moglie, giovanissima, era stata amante del potente e anziano Grandmorin, che ha dunque deciso di uccidere illudendosi di poter così avere sua moglie tutta per sé.
Séverine diventa l'amante di Lantier e gli suggerisce di eliminare il suo ormai ingombrante marito. Lantier non se la sente e il rapporto tra i due sembra così chiudersi. Alla festa da ballo di fine anno, Séverine flirta con un giovane facendo ingelosire Lantier che ha un ritorno di fiamma. Raggiunta a casa, lei rinnova le intenzioni criminose riguardo al marito ma lui, vittima di una crisi psicotica, la uccide.
Dopo una notte insonne, Lantier, ripreso posto sulla locomotiva, dapprima racconta a Pecqueux l'accaduto dandogli un senso razionale, ma poco dopo, disperato, si getta dal treno in corsa suicidandosi.

## Produzione

### Regia
«Ne La bête humaine le riprese con le inquadrature di Gabin e Carette su una vera locomotiva diede eccellenti risultati. Per le scene girate su quella locomotiva feci ricorso una sola volta al trasparente nell'inquadratura in cui Gabin si uccide gettandosi giù dal tender mentre il treno corre a tutta velocità. Non potevo chiedere a Gabin di gettarsi da un treno vero.[…] 
La bête humaine fu un'ulteriore affermazione del mio desiderio di realismo poetico. La massa d'acciaio della locomotiva diventava nella mia immaginazione il tappeto volante dei racconti orientali».

#### Le inquadrature lunghe
Una caratteristica dello stile di Renoir è l'uso delle inquadrature lunghe e dei movimenti di macchina. Un esempio è la carrellata con la quale si apre La bête humaine «...un condensato del tragitto Parigi-Le Havre, visto con gli occhi stessi del macchinista: una sequenza suggestiva per il modo in cui propone il ritmico sfilare dei pali del telegrafo ai lati della strada ferrata, il venire incontro dei segnali, delle stazioni, dei ponti, delle gallerie, il più disteso procedere del treno in prossimità dell'arrivo. È un modo non solo di descrivere la vita e il lavoro del protagonista – i pochi e misurati gesti del mestiere, la manovra delle leve, le palate di carbone nella fornace, e soprattutto il rifornimento d'acqua in piena corsa – ma anche di proporre un ritmo e una tensione per entrare nel dramma o, addirittura, di sostituire gli occhi del protagonista con quelli dello spettatore per una più realistica immedesimazione. L'angosciosa fuga delle prospettive ferroviarie è un presupposto dell'angoscia esistenziale di Lantier».

### Cast
In vari scritti Renoir descrive i suoi personaggi e racconta come ha scelto gli attori che li interpretano.

#### Séverine e Simone Simon
«Una donna dolce, affettuosa, quietamente appassionata. [...]Séverine non è una "vamp". È una gatta, una vera gatta, con un pelo di seta che si ha voglia di accarezzare, un musetto corto, una grande bocca un po' supplicante e degli occhi pur sempre in grado di dir la loro. Ora, io so che se nel mondo del cinema c'è una gatta, è Simone Simon».

#### Jacques Lantier e Jean Gabin
«Jacques Lantier ci interessa tanto quanto Edipo Re. Questo macchinista di locomotiva trascina dietro di sé un'atmosfera altrettanto gravida di quella di qualsiasi membro della famiglia degli Atridi. Rimpiango una cosa: che Zola non possa vedere Jean Gabin interpretare questo personaggio. Credo che sarebbe contento.[...]Essere un personaggio tragico, nel senso classico del termine, rimanendo con in testa un berretto e addosso una tuta blu da macchinista, e parlando come la gente qualsiasi, è un tour de force che Gabin ha portato a termine...»

#### Roubaud e Fernand Ledoux
«..."è piccolo, già un po' grasso, maschio, molto potente, un po' brutale, molto onesto, di una rettitudine priva di intelligenza. Quando si accorge che sua moglie lo inganna, la sua collera è spaventosa. Potrebbe ucciderla. In seguito si calma. Fa quel che deve fare. Non ne faccio dunque un tipo nervoso. Tuttavia, bisogna che allenti la sua morale, dal momento che l'assassinio scioglie il legame sociale. Egli ha ucciso perché la sua donna non avesse un amante, e ora sopporterebbe quasi un amante per sua moglie pur di nascondere il suo crimine". Queste indicazioni di Zola le conosco a memoria. Non so se anche Ledoux le conosce, ma egli agisce nel film come se questa linea direttrice avesse automaticamente guidato i suoi gesti e le sue parole».

## Colonna sonora
«Renoir non ama la morte nei film […] bisognava tuttavia far morire Nanà, Mado, Emma, la graziosa madame Roubaud e tante altre, ma alla loro morte, ogni volta Renoir ha contrapposto quel che c'è di più vivo, le canzoni. Le donne che Renoir uccide a malincuore, agonizzano tra gli accordi popolari di un ritornello da sobborghi: il piccolo cuore di Ninon è così piccolo…»
La canzone popolare cantata nella sala da ballo dove inutilmente Pecqueux attende Lantier che, proprio in quel momento, uccide Séverine, ha parole scritte da Georges Millandy e musica di Ernesto Becucci (1898). Il ritornello recita:
(Georges Millandy)
Aver scelto di accompagnare il movimento della macchina da presa che mostra la morte di Séverine e inquadra la sua mano destra stretta sul cuore con un valzer popolare accentua l'effetto drammatico: è straziante il contrasto fra la festa, la spensieratezza dei danzatori e il compiersi della tragedia.

## Accoglienza
«La Bête humaine uscì a Parigi subito dopo il Natale e fu un successo immediato, facendo il tutto esaurito per mesi alla Madeleine. La fama di Renoir era al suo culmine».

### Critica
Così lo descrive Claude de Givray:
«C'è il film triangolo (La carrozza d'oro), il film-cerchio (Il fiume), La Bête humaine è un film linea retta, cioè una tragedia».
Il giudizio è citato da François Truffaut che aggiunge sul modo di lavorare del regista: «Jean Renoir non filma situazioni ma piuttosto - vi chiedo di ripensare a quell'attrazione da fiera che si chiama "palazzo degli specchi" - personaggi che cercano di uscire da questo palazzo e urtano contro gli specchi della realtà. Jean Renoir non filma idee ma uomini e donne che hanno idee e queste idee, per quanto barocche o illusorie possano essere, lui non ci invita né ad adottarle né a scartarle, ma semplicemente a rispettarle».

## La locomotiva
«Ma arriviamo a uno degli attori più importanti di questa storia: si tratta della ferrovia stessa, e soprattutto di quell'elemento appassionante che si chiama locomotiva. La "Lison", la macchina di Jacques Lantier, gioca un ruolo di primo piano. [...] La si vedrà circolare sulle rotaie, attraversare gallerie, passare i fiumi. Si vedranno le cure assidue di cui Jacques Lantier e Pecqueux la circondano».
«La bête humaine è il dramma di un amore che l'uomo non può controllare, una forza che lo brucia, lo travolge, lo condanna a morte. Per Zola come per Renoir questa forza è rappresentata dalla locomotiva, la Lison. Jacques Lantier ama la sua locomotiva come una donna». (Jean Collet, Télérama, 1968)
«La bocca di fuoco della locomotiva apre il film e ritorna al centro della scena in cui Lantier fa visitare a Séverine la sua locomotiva in piena notte. Tutto è riunito nel segno della forza di questo cratere addormentato». (Charles Tesson, Cahiers du Cinéma, n.482)